# Dvorec Zaprice
Dvorec Zaprice (nekoč Steinbüchel) se nahaja na manjšem griču nad Kamnikom.

## Zgodovina
V 14. stoletju je plemiška družina Deniger von Apecz postavila na griču nad Šutno dvorec. Pri sondažnih delih okoli današnjega dvorca, ki so potekala leta 1964, so hkrati z najdbo še starejših rimskih zidov odkrili tudi temelje tega dvorca. Po tlorisu sodeč gre za stolpasto pravokotno obliko dvorca, ki pa nikoli ni prerasel v razvitejšo stopnjo gradu. Ko je sredi 16. stoletja Jurij Lamberg na novo postavil dvorec Zaprice, je bil dvorec Diengerjev von Apecz že porušen. Podobo Lambergerjevega renesančnega dvorca nam je ohranil Valvasor. Lambergarjev dvorec je bil manjši od današnjega, skoraj kvadratnega tlotisa, na vseh štirih oglih pa je imel pomole ter bil obdan z obzidjem in dvema stolpoma. V 16. stoletju so se na dvorcu zbirali kamniški luterani.
Dvorec so prvič notranje prezidali verjetno že konec 16. stoletja ali v začetku 17. stoletja. Kasneje so dvorec spredaj dozidali tako, da je imela vhodna fasada na obeh straneh zamik v širini ogelnih pomolov. V dobi baroka pa je dvorec dobil današnjo podobo, odstranili so pomole in za njihovo širino dvorca spredaj povečali.
Pri sondažnih delih okoli dvorca (1964) je bil odkrit temelj apsidialnega zidu ob vzhodni fasadi današnje zgradbe. Zid sega pod temelje renesančne faze dvorca. V notranjosti današnjeg dvorca je bil zaradi kasnejših prezidav uničen. Zid, ki nima nobene povezave z nobeno od kasnejših gradbenih faz, časovno verjetno izvira iz kasne antike. To domnevo potrjuje v isti plasti najdena bronasta fibula in nekaj fragmentov antičnega stekla. Fibule s čebulastimi zaključki sodijo v drugo polovico 4. stoletja. Na podlagi najdbe kamnov in drugih najdb pa ni mogoče sklepati na obliko in funkcionalnost stavbe ter točno datirati njeno postavitev.

## Dvorec v 20. stoletju
Od leta 1961 je v dvorcu Medobčinski muzej Kamnik. V njem so stalne (zbirka pohištva iz upognjenega lesa, razstava o zgodovini kamniškega meščanstva v 19. stol.) in občasne razstave ter lapidarij pod arkadami pri vhodu, kjer so razstavljeni kamniti ostanki rimskih nagrobnikov. Na travnati površini pred dvorcem je Muzej na prostem Zaprice z etnografsko zbirko kašč iz Tuhinjske doline.